# نوستالژی (آلبوم)
نوستالژی اولین آلبوم تصویری از خواننده راک ایرانی، رضا یزدانی است که در شهریور سال ۱۳۹۴ توسط کمپانی تصویر گسترپارسارگارد منتشر شد.
نوستالژی یک آلبوم تصویری است و اولین آلبوم تصویری یک خواننده پاپ در قالب بسته تصویری به شکل مستقل است و شامل ۱۲ ویدئو کلیپ است
این مجموعه گلچینی از آثار ۱۰ سال گذشته رضا یزدانی محسوب می‌شود که تعدادی از کارگردانان جوان و مستعد کار ساخت و تولید آنها را انجام داده‌اند.
این آلبوم دارای دوازده کلیپ تصویری است که شامل قطعات «نقش اول» (از آلبوم ساعتا خوابن)، «مهتاب تو فانوس»» (از آلبوم ساعتا خوابن)، «پیکان» (از آلبوم ساعت ۲۵ شب)، «ما» (از آلبوم سلول شخصی)، «هذیون»» (از آلبوم ساعتا خوابن)، «وقتی تو رفتی» (از آلبوم ساعت فراموشی)، «کافه رؤیا»» (از آلبوم ساعت فراموشی)، «تهران گردی» (از آلبوم ساعتا خوابن)، «نوستالژی»» (از آلبوم ساعتا خوابن)، «پشت صحنه»، «چای»» (از آلبوم ساعت فراموشی) و «تصادف ناجور» (از آلبوم سلول شخصی) است و «علی اوجی» «رضا یزدانی» «فاطیما یثربی»، «یوسف شهیدی فر»، «آرمین قاسم‌زاده»، «امین مبارکی» کارگردانی کلیپ‌های تصویری این اثر را برعهده داشته‌اند.

## فهرست ترانه‌ها
موسیقی همهٔ ترانه‌ها توسط رضا یزدانی ساخته شده‌است.
| شماره | نام              | مدت  |
| ----- | ---------------- | ---- |
| ۱.    | «نقش اول»        | ۵:۱۴ |
| ۲.    | «مهتاب تو فانوس» | ۴:۱۳ |
| ۳.    | «ما»             | ۴:۴۳ |
| ۴.    | «هذیون»          | ۴:۳۳ |
| ۵.    | «وقتی تو رفتی»   | ۵:۲۰ |
| ۶.    | «کافه رؤیا»      | ۳:۲۷ |
| ۷.    | «تهران گردی»     | ۳:۵۹ |
| ۸.    | «پیکان»          | ۵:۰۸ |
| ۹.    | «چای»            | ۵:۳۱ |
| ۱۰.   | «تصادف ناجور»    | ۳:۵۵ |
| ۱۱.   | «نوستالژی»       | ۴:۴۶ |
| ۱۲.   | «پشت صحنه»       | ۴:۴۶ |